# Beaulieu (Puy-de-Dôme)
Beaulieu ist eine französische Gemeinde im Département Puy-de-Dôme in der Region Auvergne-Rhône-Alpes (vor 2016 Auvergne) mit 474 Einwohnern (Stand 1. Januar 2022). Die Gemeinde gehört zum Arrondissement Issoire und zum Kanton Brassac-les-Mines (bis 2015 Saint-Germain-Lembron). Die Einwohner werden Béliquières genannt.

## Geographie
Beaulieu liegt etwa 55 Kilometer südsüdöstlich von Clermont-Ferrand am Alagnon, der hier in den Allier mündet. Umgeben wird Beaulieu von den Nachbargemeinden Le Breuil-sur-Couze im Norden und Nordwesten, Nonette-Orsonnette im Norden und Nordosten, Auzat-la-Combelle im Osten und Nordosten, Brassac-les-Mines im Südosten, Charbonnier-les-Mines im Süden sowie Saint-Germain-Lembron im Westen und Nordwesten.
Am Westrand der Gemeinde führt die Autoroute A75 entlang.

## Bevölkerungsentwicklung
| Jahr                       | 1962 | 1968 | 1975 | 1982 | 1990 | 1999 | 2006 | 2013 |
| Einwohner                  | 410  | 400  | 406  | 403  | 399  | 402  | 410  | 409  |
| Quellen: Cassini und INSEE |      |      |      |      |      |      |      |      |

## Sehenswürdigkeiten
- archäologische Fundstätte La Croix de la Pierre

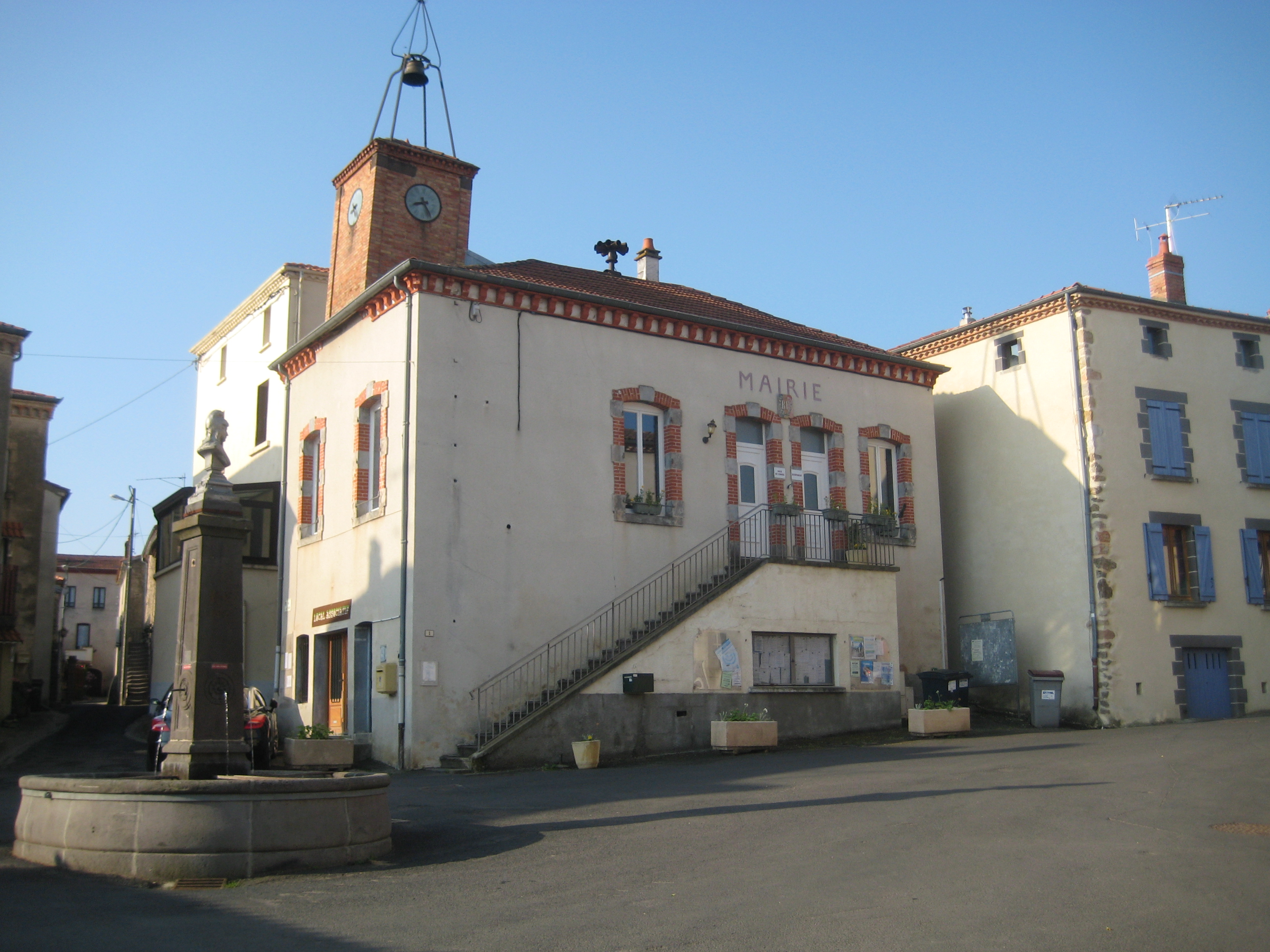
Rathaus von Beaulieu

- Kirche Saint-Martin